# Argentina Open 2016
L'Argentina Open 2016 è stato un torneo di tennis giocato sulla terra rossa nella categoria ATP Tour 250 nell'ambito dell'ATP World Tour 2016. È stata la 77ª edizione del torneo precedentemente conosciuto come Copa Telmex. Si è giocato a Buenos Aires, in Argentina, dall'8 al 14 febbraio 2016.

## Partecipanti

### Teste di serie
| Nazionalità | Giocatore            | Ranking* | Testa di serie |
| ----------- | -------------------- | -------- | -------------- |
| Spagna      | Rafael Nadal         | 5        | 1              |
| Spagna      | David Ferrer         | 6        | 2              |
| Francia     | Jo-Wilfried Tsonga   | 9        | 3              |
| Stati Uniti | John Isner           | 12       | 4              |
| Austria     | Dominic Thiem        | 19       | 5              |
| Italia      | Fabio Fognini        | 24       | 6              |
| Ucraina     | Aleksandr Dolhopolov | 32       | 7              |
| Uruguay     | Pablo Cuevas         | 36       | 8              |

* Ranking al 1º febbraio 2016.

### Altri partecipanti
I seguenti giocatori hanno ricevuto una wild-card per il tabellone principale:
- Fabio Fognini
- Rafael Nadal
- Renzo Olivo

I seguenti giocatori sono entrati nel tabellone principale passando dalle qualificazioni:

- Facundo Bagnis
- Marco Cecchinato
- Gastão Elias
- Albert Montañés

I seguenti giocatori sono entrati nel tabellone principale come lucky loser:
- Facundo Argüello

## Campioni

### Singolare
Dominic Thiem ha sconfitto in finale  Nicolás Almagro con il punteggio di 7–6(2), 3–6, 7–6(4).
- È il quarto titolo in carriera per Thiem, primo della stagione.

### Doppio
Juan Sebastián Cabal /  Robert Farah hanno sconfitto in finale  Íñigo Cervantes /  Paolo Lorenzi con il punteggio di 6–3, 6–0.